# Kap Simpson
Kap Simpson är en udde i Grönland (Kungariket Danmark). Den ligger i den östra delen av Grönland, 1 500 km nordost om huvudstaden Nuuk.
Terrängen inåt land är kuperad. Havet är nära Kap Simpson åt sydost.  Det finns inga samhällen i närheten. 